# Raimond Mairose
Raimond Mairose († 21. Oktober 1427 in Rom) war ein Kardinal der Römischen Kirche.

## Leben
Der Doktor des Rechtes war Mitglied des Domkapitels von Toulouse und Archidiakon von Lézat. Am 25. Juli 1423 zum Bischof von Saint Papoul ernannt, wechselte er am 14. Januar 1426 auf den Bischofsstuhl von Castres. Papst Martin V. erhob ihn am 24. Mai 1426 zum Kardinal und ernannte ihn am 27. Mai 1426 zum Kardinalpriester der Titelkirche Santa Prassede.